# Dionísio de Mileto
Dionísio de Mileto foi um retórico e sofista da Antiga Grécia, que viveu no século II.
A maior parte dos dados sobre sua vida são conhecidos através da obra de Filóstrato Vidas dos Sofistas. Ele era discípulo de outro sofista chamado Iseo e mestre de Alexandre de Seleucia.

## Biografia
O imperador Adriano honrou-o com diversas distinções: nomeou-o sátrapa, inscreveu-o na ordem equestre e também como membro do Museu de Alexandria
No entanto, como outros sofistas, Dionisio também teve diferenças com o imperador.
Ele acusado de exercitar a memória de seus alunos com astronomia e magia. Tratava-se de um método denominado "arte caldeia", que possivelmente consistia em sistematizar de maneira astrológica textos e documentos. Em sua obra, Filóstrato defendeu Dionisio destas acusações, expressando que a memória de seus discípulos era exercitada mediante a repetição de textos que o professor percebia eram apreciados por seus alunos. Os alunos com melhor memória repetiam esses textos aos demais, e por isso eram chamados «virtuosos da memória».
Depois de passar a última parte de sua vida ensinando em Lesbos, Dionísio de Mileto morreu em Éfeso. Filóstrato informa que o sepulcro de Dionisio se encontrava na ágora da cidade. No entanto, em 1968, escavações realizadas em Éfeso encontraram a tumba de Dionisio de Mileto num lugar diferente, pelo que se supõe que ou Filóstrato estava mau informado ou o túmulo de Dionísio foi transladado em algum momento. Também foi achada na ágora de Mileto uma inscrição dedicada a ele, encomendada por um de seus escravos libertos.
Filóstrato cita o título de uma de suas obras: Lamento por Queronea.